# (37415) 2001 XQ196
2001 XQ196 (asteroide 37415) é um asteroide da cintura principal. Possui uma excentricidade de 0.20196060 e uma inclinação de 2.64108º.
Este asteroide foi descoberto no dia 14 de dezembro de 2001 por LINEAR em Socorro.